# Ixodes moschiferi
Ixodes moschiferi är en fästingart som beskrevs av Nemenz 1968. Ixodes moschiferi ingår i släktet Ixodes och familjen hårda fästingar. Inga underarter finns listade i Catalogue of Life.